# James May
Pour les articles homonymes, voir May.
James Daniel May, né le 16 janvier 1963 à Bristol, est un présentateur de la BBC, journaliste et écrivain britannique.
De 2003 à 2015, il coprésentait l'émission Top Gear, avec Jeremy Clarkson et Richard Hammond ; chaque semaine, il rédige la rubrique voiture du quotidien du Daily Telegraph. Il a ensuite présenté l'émission de télévision The Grand Tour, toujours avec Jeremy Clarkson et Richard Hammond de 2016 à 2024, date de l'arrêt de l'émission.

## Biographie
James May est l'aîné de quatre enfants. Il étudie à l'université de Lancaster et obtient une licence en musique. Il vit à Hammersmith, un quartier de Londres, avec son chat Fusker, cadeau de la conjointe de Richard Hammond. Il est en couple avec la journaliste et critique Sarah Frater, depuis 2000.[réf. nécessaire]
Il est titulaire depuis 2006 d'une Light Aircraft Pilot License

### Records personnels
En 2007, il est, avec Jeremy Clarkson, le premier au monde à se rendre au pôle nord magnétique en voiture, à bord d'une Toyota Hilux modifiée, lors de l'une des émissions spéciales de Top Gear, Top Gear: Polar Special.

## Journalisme
Au début des années 1980, James May travaille comme secrétaire de rédaction d’Engineer (en) et, plus tard, d’Autocar magazine (en), duquel il est licencié après y avoir intégré un acrostiche grossier. Il travaille, ensuite, pour de nombreux magazines, incluant la rubrique régulière England Made Me de Car Magazine, des articles pour Top Gear magazine (en), et une rubrique hebdomadaire dans le Daily Telegraph.
Il publie une compilation de ses articles dans May on Motors, en 2006 et coécrit Oz and James's Big Wine Adventure, la même année, basé sur la série télévisée du même nom. Il écrit également la postface de Long Lane with Turnings, le dernier livre de l'écrivain L. J. K. Setright (en), publié en septembre 2006. Dans le même mois, il coprésente un hommage à Raymond Baxter (en). Notes From The Hard Shoulder et James May's 20th Century, sortis en 2007, sont des livres accompagnant les séries télévisées éponymes.

## Télévision

### Top Gear
Un an après le retour de l'émission dans une nouvelle formule, James May coprésente Top Gear, jusqu'en 2015.
Malgré son surnom de Captain slow (Capitaine Limace, en français), il amène la Bugatti Veyron à sa vitesse de pointe de 407 km/h. Il bat son propre record, dans la saison 15, au volant de la version Super Sport de la Veyron, atteignant 417,6 km/h.

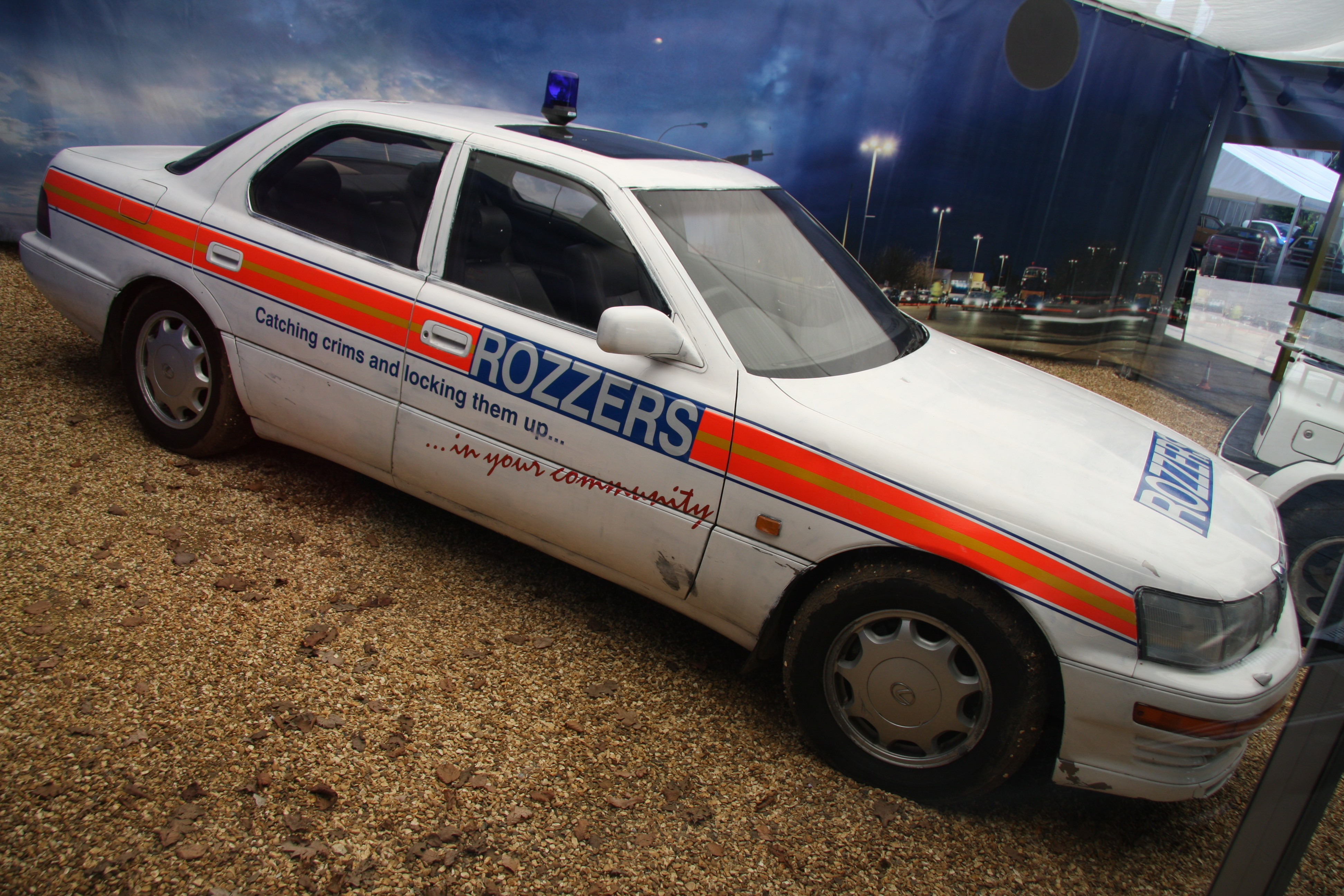
La Lexus LS 400 modifiée de May en tant que voiture de police pour Top Gear

Il est aussi, avec Jeremy Clarkson, une des premières personnes au monde à aller au pôle Nord magnétique en voiture (un Toyota Hilux préparé pour le Nord extrême) lors de l'une des émissions spéciales, Top Gear: Polar Special, le 2 mai 2007. Il se rend aussi dans la zone interdite de la centrale de Tchernobyl, en Ukraine, en compagnie de Jeremy Clarkson, lors du tournage d'un autre épisode.
Au cours du tournage d'un épisode en Syrie, James est blessé par un câble de remorquage qui se rompt alors qu'il guidait Richard Hammond, tentant de désensabler la Mazda utilisée par Jeremy Clarkson. Son crâne heurte le sol rocailleux du désert, lui ouvrant le cuir chevelu. Sonné, il ne sait plus qu'il est en Syrie et est amené à l'hôpital.

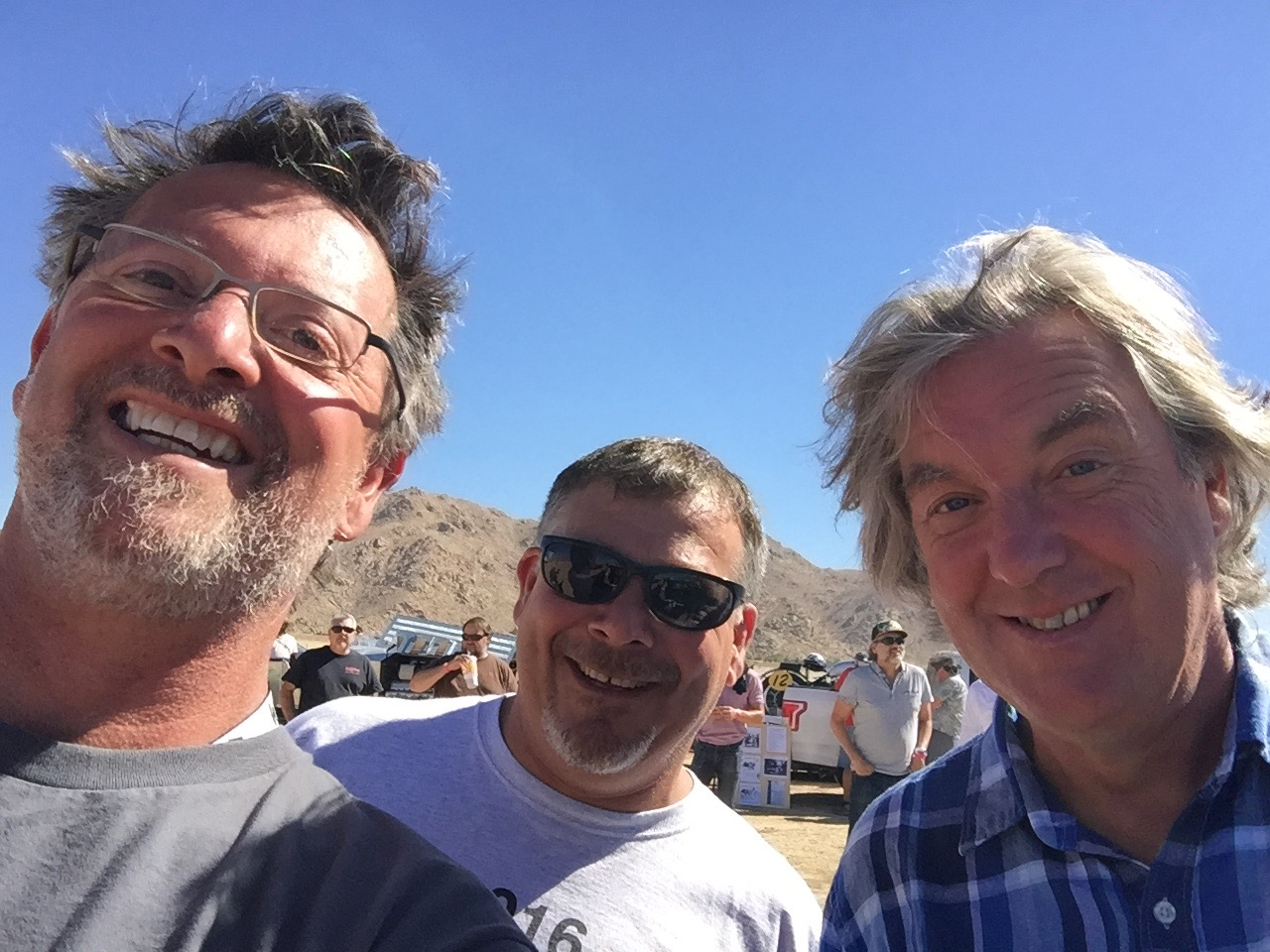
James May dans le tournage de la scène d'ouverture de The Grand Tour

En avril 2015, à la suite de l'éviction de Jeremy Clarkson, James May décide d'arrêter de présenter l'émission. Le 30 juillet, May annonce, sur son compte Twitter, son retour dans une nouvelle émission automobile dont la diffusion est prévue pour l'automne 2016, sur la plateforme de vidéos en streaming d’Amazon Prime. Il présentera ce programme, nommé The Grand Tour, avec Jeremy Clarkson et Richard Hammond tandis qu'Andy Wilman, ancien producteur de Top Gear ayant lui aussi quitté l'émission lors du départ de Clarkson, devrait travailler à la production. Le contrat des trois animateurs, estimé à 250 millions de dollars, prévoit trois saisons de 12 épisodes chacune.
James May participe à l'épisode spécial d'hommage à Sabine Schmitz de Top Gear en 2021.
À noter que la voix française de James May, notamment dans Top Gear et The Grand Tour, est David Geselson.

### James May, à la lisière de l'espace
James May à la lisière de l'espace (en) est un documentaire britannique dans lequel James May réalise son rêve de devenir astronaute, en volant dans la stratosphère, à bord d’un avion-espion Lockheed U-2. Il est, tout d'abord, diffusé sur BBC Four, en juin 2009, dans le cadre des commémorations du 40e anniversaire du premier alunissage d'Apollo, et lié à un autre documentaire, une heure plus tôt sur BBC Two, appelé James May sur la Lune (en).
James suit trois jours de formation avec l'United States Air Force, à la Beale Air Force Base, où il pratique des exercices de sécurité et apprend comment utiliser une combinaison spatiale. Après une formation complète, il part, avec le pilote instructeur Major John « Cabi » Cadum, pour un vol de trois heures, atteignant une altitude de 70 000 pieds (21 336 m).

## Carrière audiovisuelle
- 1999 : Old Top Gear
- 2003–2015 : Top Gear
- 2005 : James May's Top Toys
- 2006-2007 : Oz and James's Big Wine Adventure
- 2007 : Top Gear of the Pops
- 2007 : James May's 20th Century
- 2007 : James May: My Sisters' Top Toys
- 2008 : Top Ground Gear Force
- 2008 : James May's Big Ideas
- 2009 : Oz and James Drink to Britain
- 2009 : James May on the Moon
- 2009 : James May at the Edge of Space
- 2009 : Les jouets de l'extrême
- 2010 : Shooting Stars : Invité
- 2010–2013 : James May's Man Lab
- 2011–2012 : James May's Things You Need to Know
- 2014–2016 : James May's Cars of the People
- 2014 : Phinéas et Ferb : lui-même
- 2015 : Building Cars Live [5]
- 2016–2017 : James May: The Reassembler
- 2016–2024 : The Grand Tour (Amazon Prime)
- 2016–présent DRIVETRIBE : Cofondateur et présentateur (Youtube)
- 2019 : James May's Big Trouble in Model Britain
- 2019 : Al Murray's Great British Pub Quiz : Invité
- 2019 : FoodTribe (Youtube)
- 2020 : James May: Our Man in Japan (Amazon Prime)
- 2020 : James May: Oh Cook! (Amazon Prime)
- 2022 : James May: Our Man in Italy (Amazon Prime)
- 2023 : James May: Our Man in India (Amazon Prime)

## Véhicules
James May a possédé nombre de voitures comme, par exemple, une Bentley T2 (en), une Rolls-Royce Corniche de 1971, une Jaguar XJS, un Range Rover, une Fiat Panda, une Datsun 120Y, plusieurs Porsche 911, une Porsche Boxster S (qu'il dit être la première voiture qu'il a achetée neuve), une Triumph 2000, une Rover P6, une Alfa Romeo 164, une BMW i3, trois Mini Cooper, une Ferrari F430, une Vauxhall Cavalier Mk1, une Saab 9-5 Aero, une Ferrari 458 Italia, une Ferrari 458 Speciale, une Alpine A110 et un nombre important de motos. Bien qu'il ait un penchant pour les voitures de prestige, comme Rolls-Royce et Bentley, il a aussi un faible pour les voitures simples et basiques, comme la Fiat Panda ou les Dacia ; il avoue ironiquement « avoir toujours voulu une Dacia Sandero » lors de l'épisode en Roumanie. Il utilise un vélo pliable Brompton pour se rendre au travail.